# حمض الأوكتانويك
حمض الأوكتانويك أو حمض الكابريليك أو حامض كبريليك هو حمض كربوكسيلي له الصيغة الكيميائية C8H16O2، والتي يمكن كتابتها على الشكل CH3(CH2)6COOH. ويكون على شكل سائل زيتي عديم اللون. ينتمي حمض الأوكتانويك إلى الأحماض الدهنية المشبعة. تسمى أملاح وإسترات هذا الحمض أوكتانوات.
للسائل الزيتي رائحة تشبه رائحة الماعز، ولذلك اشتق الاسم الدارج كابرويك من الاسم اللاتيني للماعز capra.

## الوفرة الطبيعية
يوجد ثلاثي الغليسيريد المشتق من حمض الأوكتانويك بنسبة 5–9 % في زيت جوز الهند وزيت بذر النخيل، وفي الزبدة بنسبة 1.2%. كما يوجد أيضاً في الزيت الكحولي والحليب واللحوم والجبنة، بالإضافة إلى المأكولات البحرية. يوجد أيضاً في زيت بذور عدد من النباتات، مثل الكوفيا والدردارية.
يمكن التحضير صناعياً من أكسدة 1-أوكتانول أو الأوكتانال.

## الخواص
يوجد المركب في الشروط القياسية على شكل سائل زيتي عديم اللون، له رائحة زنخة؛ وهو غير منحل عملياً في الماء، لكنه قابل للامتزاج مع عدد من المذيبات العضوية.

## الاستخدامات
يستخدم حمض الأوكتانويك بشكل أساسي في تحضير الإسترات، التي تستخدم في صناعة المنكهات والعطور. كما يستخدم في صناعة الأصبغة والصابون وعدد من المبيدات.
لحمض الكابريليك استخدامات طبية في معالجة داء المبيضات.